# Lista episoadelor din Totul pentru dans
Totul pentru dans este un serial difuzat pe Disney Channel.
Notă: Ordinea următoarelor episoade este scrisă în funcție de ordinea difuzării din Statele Unite ale Americii, care are mici diferențe față de ordinea difuzării din România.
- Sezonul 2 va avea premiera în SUA pe 18 septembrie 2011

| Sezon | Episoade | Primul episod     | Ultimul episod    |
| ----- | -------- | ----------------- | ----------------- |
| 1     | 21 / 21  | 29 ianuarie 2011  | 19 noiembrie 2011 |
| 2     | 28 / 28  | 25 februarie 2012 | 8 februarie 2013  |
| 3     | 22 / 26  | 16 februarie 2013 | 8 decembrie 2013  |

## Sezonul 1: 2011
- Bella Thorne și Zendaya apar în toate episoadele.
- Davis Cleveland este absent în două episoade.
- Adam Irigoyen este absent pentru trei episoade.
- Roshon Fegan  sunt absenți în patru episoade.
- Kenton Duty este absent în nouă episoade.
- Acet sezon a fost filmat din Iulie 2010- Martie 2011.
- Primul episod s-a filmat in Februarie 2010.

| # | # / Sezon | Titlu                                    | Regizat de       | Scris de               | Premieră Originală | Premieră, România  | Cod |
| --- | --------- | ---------------------------------------- | ---------------- | ---------------------- | ------------------ | ------------------ | --- |
| 1 | 1         | „Începutul” „Start it up”                | Shelley Jensen   | Chris Thompson         | 7 noiembrie, 2010  | 29 ianuarie 2011   | 101 |
| 2 | 2         | „Renunță” „Meatball it up”               | Shelley Jensen   | John D. Beck           | 14 noiembrie 2010  | 29 ianuarie 2011   | 104 |
| 3 | 3         | „Renunță cât poți” „Give It Up”          | Shelley Jensenn  | Rob Lotterstein        | 21 noiembrie 2010  | 5 februarie 2011   | 103 |
| 4 | 4         | „Adaugă și asta” „Add it up”             | Shelley Jensen   | Peileen Conn           | 28 noiembrie 2010  | 12 februarie 2011  | 105 |
| 5 | 5         | „Bate-l măr” „Kick it up”                | Shelley Jensen   | Ron Zimmerman          | 5 decembrie 2010   | 19 februarie 2011  | 107 |
| 6 | 9         | „Îmbatrănește ” „Age it up”              | Shelley Jensen   | Rob Lotterstein        | 9 decembrie 2010   | 17 Aprile 2011     | 108 |
| 7 | 6         | „Petrece căt poți” „Party it up”         | Shelley Jensen   | Jenny Lee              | 12 decembrie 2010  | 26 februarie 2011  | 106 |
| 8 | 7         | „Șterge-o!” „Hook it up”                 | Shelley Jensen   | Chris Thompson         | 19 decembrie 2010  | 02 aprilie 2011    | 102 |
| 9 | 10        | „ Fii sălbatic” „Wild it up”             | Joel Zwick       | Chris Thompson         | 9 ianuarie 2011    | 23 aprilie 2011    | 110 |
| 10 | 11        | „Combinatoarea” „Match it up”            | Joel Zwick       | Rob Lotterstein        | 23 ianuarie 2011   | 4 iunie 2011       | 111 |
| 11 | 13        | „Show-ul de talente” „Show it up”        | Joel Zwick       | Eileen Conn            | 20 februarie 2011  | 18 iunie 2011      | 112 |
| 12 | 8         | „Cât mai cald” „Heat it up”              | Katy Garretson   | Jon D. Beck            | 27 februarie 2011  | 16 aprilie 2011    | 109 |
| 13 | 12        | „Să Strălucească” „Glitz it up”          | Eric Dean Seaton | Ron Zimmerman          | 6 martie 2011      | 11 iunie 2011      | 113 |
| 14 | 14        | „Din rău în mai rău” „Hot mess it up”    | Eric Dean Seaton | Jon D. Beck & Ron Hart | 20 martie 2011     | 25 iunie 2011      | 114 |
| 15 | 15        | „ Reuniunea” „Reunion It Up”             | Sean McNamara    | Howard J. Morris       | 10 aprilie 2011    | 6 august 2011      | 116 |
| 16 | 16        | „ Strânge din dinți” „Sweat It Up”       | Joel Zwick       | David Tolentino        | 1 mai 2011         | 13 august 2011     | 117 |
| 17 | 18        | „Ziua Vatalahuții” „Vatalihootsit It Up” | Eric Dean Seaton | Jenny Lee              | 12 iunie 2011      | 10 septembrie 2011 | 118 |
| 18 | 17        | „ Ești fotomodel” „Model It Up”          | Eric Dean Seaton | Jenny Lee              | 17 iunie 2011      | 10 septembrie 2011 | 115 |
| 19 | 19        | „Dansează cu noi” „Twist It Up”          | Shelley Jensen   | Eileen Conn            | 10 iulie 2011      | 5 noiembrie 2011   | 119 |
| 20 | 21        | „Vara distracției” „Break It Up”         | Shelley Jensen   | Jenny Lee              | 24 iulie 2011      | 19 noiembrie 2011  | 121 |
| În acest episod Rocky și CeCe(Zendaya Coleman și Bella Thorne)merg în vacanță.Când ajung acolo văd că nu au baterie la telefoane așa că s-au gândit să joace adevăr sau provocare.Acolo au venit și Gunther și Tinka stricându-le vacanța.Rocky a ales adevăr,dar a fost obligată fiind vara distracției să aleagă provocare.Provocarea i-a spus-o CeCe.Care consta în aruncarea în lac.Rocky refuză dar au încurajat-o ceilalți.Din nefericire ajunge la spital pentru că s-a tăiat într-o sticlă spartă când a venit din lac.A fost nevoie de o operație.Când operația a fost un succes CeCe a alergat la Rocky și așa a avut și ea piciorul în ghips.Rocky trebuie să aștepte 6 săptămâni ca să urce din nou pe scena de la Totul pentru dans. |           |                                          |                  |                        |                    |                    |     |
| 21 | 20        | „ Răceala” „Throw It Up”                 | Shelley Jensen   | Rob Lotterstein        | 21 august 2011     | 12 noiembrie 2011  | 120 |

## Sezonul 2: 2012 - 2013
- Davis Cleveland este absent în 4 episoade.
- Roshon Fegan este absent în 8 episoade.
- Kenton Duty și Caroline Sunshine sunt  absenți  în 13 episoade.
- Adam Irigoyen este absent in 7 episoade.
- Acesta este  ultimul sezon al lui Kenton Duty ca actor principal.
- Sezonul 2 a fost filmat intre Iulie 2011- Mai 2012.

| # | # / Sezon | Titlu                                                         | Regizat de         | Scris de                    | Premieră Originală | Premieră, România  | Cod  |
| --- | --------- | ------------------------------------------------------------- | ------------------ | --------------------------- | ------------------ | ------------------ | ---- |
| 22 | 22        | „La Psihiatru” „Shrink It Up”                                 | Joel Zwick         | Rob Lotterstein             | 18 septembrie 2011 | 25 februarie 2012  | 203  |
| 23 | 23        | „Ce-i mult strică” „Three's a Crowd It Up”                    | Joel Zwick         | Jenny Lee                   | 25 septembrie 2011 | 25 februarie 2012  | 206  |
| 24 | 26        | „Zboară sus,sus și departe( part 1)” „Shake It Up, Up & Away” | Joel Zwick         | Rob Lotterstein             | 2 octombrie 2011   | 11 martie 2012     | 201  |
| Nota: Acesta este un episod de 50 de minute cel mai probabil în România va fi difuzat în 2 episoade . |           |                                                               |                    |                             |                    |                    |      |
| 24 | 26        | „ Zboară sus,sus și departe(part 2)” „Shake It Up, Up & Away” | Joel Zwick         | Eileen Conn                 | 2 octombrie 2011   | 24 martie 2012     | 202  |
| 25 | 41        | „Beep, beep” „Beam It Up”                                     | Joel Zwick         | David Holden                | 9 octombrie 2011   | 27 octombrie 2012  | 204  |
| 26 | 25        | „Cine vrea să fie doctor” „Doctor It Up”                      | Joel Zwick         | Jeff Strauss                | 23 octombrie 2011  | 10 martie 2012     | 205  |
| 27 | 27        | „ Modifică recenzia” „Review It Up”                           | Joel Zwick         | David Holden                | 6 noiembrie 2011   | 17 martie 2012     | 210  |
| 28 | 24        | „În pași de dublu pegas” „Double Pegasus It Up”               | Joel Zwick         | David Tolentino             | 13 noiembrie 2011  | 3 martie 2012      | 207  |
| 29 | 28        | „Licitațiile” „Auction It Up”                                 | Joel Zwick         | David Tolentino             | 20 noiembrie 2011  | 7 aprilie 2012     | 211  |
| 30 | 31        | „ În tabără” „Camp It Up”                                     | Joel Zwick         | Eileen Conn                 | 27 noiembrie 2011  | 26 mai 2012        | 213  |
| 31 | 46        | „La colindat” „Jingle It Up”                                  | Ellen Gittelsohn   | Eileen Conn                 | 11 decembrie 2011  | 14 decembrie 2012  | 212  |
| 32 | 29        | „Să aplicăm” „Apply It Up”                                    | Joel Zwick         | David Holden                | 8 ianuarie 2012    | 12 mai 2012        | 215  |
| 33 | 30        | „Dansăm separat” „Split It Up”                                | Joel Zwick         | Jenn Lloyd & Kevin Bonani   | 22 ianuarie 2012   | 19 mai 2012        | 208  |
| 34 | 34        | „ Kat Copia” „Copy Kat It Up”                                 | Joel Zwick         | Rob Lotterstein             | 19 februarie 2012  | 14 iulie 2012      | 219  |
| 35 | 32        | „Căderea oului” „Egg It Up”                                   | Joel Zwick         | Jenny Lee                   | 26 februarie 2012  | 2 iunie 2012       | 209  |
| 36 | 33        | „ La tribunal” „Judge It Up”                                  | Ellen Gittelsohn   | Eileen Conn                 | 11 martie 2012     | 23 iunie 2012      | 214  |
| 37 | 36        | „ Cursă pentru părinți” „Parent Trap It Up”                   | Joel Zwick         | Jeff Strauss                | 25 martie 2012     | 8 septembrie 2012  | 218  |
| 38 | 35        | „Ia-o razna” „Weird It Up”                                    | Alfonso Ribeiro    | David Tolentino             | 1 aprilie 2012     | 21 iulie 2012      | 217  |
| 39 | 38        | „Cine e vinovatul ?” „Whodunit Up”                            | Joel Zwick         | Darin Henry                 | 15 aprilie 2012    | 15 septembrie 2012 | 221  |
| 40 | 37        | „Prin tuneluri” „Tunnel It Up”                                | Joel Zwick         | Jenny Lee                   | 13 mai 2012        | 14 septembrie 2012 | 216  |
| 41 | 39        | „Protestul” „Protest It Up”                                   | Joel Zwick         | Cat Davis                   | 20 mai 2012        | 6 octombrie 2012   | 220  |
| 42 | 40        | „ Wrestle” „Wrestle It Up”                                    | Joel Zwick         | Jenn Lloyd & Kevin Bonani   | 3 iunie 2012       | 13 octombrie 2012  | 222  |
| 43 | 42        | „ Trezirea la realitate” „Reality Check It Up”                | Joel Zwick         | Jenny Lee                   | 10 iunie 2012      | 3 noiembrie 2012   | 226  |
| 44 | 43        | „Rock and Roll” „Rock and Roll It Up”                         | Roger Christiansen | Jenn Lloyd & Kevin Bonani   | 1 iulie 2012       | 17 noiembrie 2012  | 214  |
| 45 | 48        | „În cazarmă / În tabără” „Boot It Up”                         | Joel Zwick         | Jeff Strauss                | 15 iulie 2012      | 5 ianuarie 2013    | 227  |
| 46 | 44        | „Petrecere în pijamale” „Slumber It Up”                       | Roger Christiansen | Jenny Lee                   | 29 iulie 2012      | 24 noiembrie 2012  | 223  |
| 47 | 45        | „ Petrecerea surpriză” „Surprise It Up”                       | Alfonso Ribeiro    | David Holden & Jeff Strauss | 5 august 2012      | 8 decembrie 2012   | 224  |
| 48 | 47        | „Situații jenante” „Embarrass It Up”                          | Joel Zwick         | Eileen Conn                 | 12 august 2012     | 25 decembrie 2012  | 228  |
| 49 | 49        | „Fabricat în Japonia (part. 1)” „Made in Japan”               | Joel Zwick         | Rob Lotterstein             | 17 august 2012     | 19 ianuarie 2013   | 2100 |
| 49 | 49        | „Fabricat în Japonia (part. 2)” „Made in Japan”               | Joel Zwick         | Rob Lotterstein             | 17 august 2012     | 19 ianuarie 2013   | 2100 |
| 49 | 49        | „Fabricat în Japonia (part. 3)” „Made in Japan”               | Joel Zwick         | Rob Lotterstein             | 17 august 2012     | 8 februarie 2013   | 2100 |

## Sezonul 3: 2013
Pe 4 iunie 2012 s-a anunțat că serialul Totul pentru dans va avea și al treilea sezon. 
Filmările vor începe în această vară.
- Sezonul 3 a avut premiera in Statele Unite pe data de 14 octombrie 2012.
- Caroline Sunshine este absenta in nouă episoade.
- Roshon Fegan este absent pentru cinci episoade.
- Adam Irigoyen este absent in patru episoade.
- Acesta este ultimul sezon .

| #  | # / Sezon | Titlu                                            | Regizat de             | Scris de                        | Premieră Originală | Premieră, România  | Cod |
| -- | --------- | ------------------------------------------------ | ---------------------- | ------------------------------- | ------------------ | ------------------ | --- |
| 50 | 50        | „ În flăcării” „Fire It Up”                      | Joel Zwick             | Rob Lotterstein                 | 14 octombrie 2012  | 16 februarie 2013  | 301 |
| 51 | 51        | „ În depresie ” „Funk It Up”                     | Joel Zwick             | Eileen Conn                     | 28 octombrie 2012  | 16 februarie 2013  | 302 |
| 52 | 52        | „Cu mult suflet” „Spirit It Up”                  | Joel Zwick             | Darin Henry                     | 4 noiembrie 2012   | 18 februarie 2013  | 303 |
| 53 | 53        | „Închidem tot” „Lock It Up”                      | Joel Zwick             | Jenny Lee                       | 11 noiembrie 2012  | 2 martie 2013      | 304 |
| 54 | 54        | „ Crăciun fericit” „Merry Merry It Up”           | Joel Zwick             | Jennifer Glickman               | 2 decembrie 2012   | 16 martie 2013     | 306 |
| 55 | 55        | „O poveste de dragoste” „Home Alone It Up”       | Joel Zwick             | Jenn Lloyd & Kevin Bonani       | 9 decembrie 2012   | 30 martie 2013     | 305 |
| 56 | 56        | „Să ne înfrățim” „Oh Brother It Up”              | Rosario J. Roveto, Jr. | Rob Lotterstein                 | 13 ianuarie 2013   | 6 aprilie 2013     | 307 |
| 57 | 57        | „ Renunță” „Quit It Up”                          | Joel Zwick             | Jenny Lee                       | 27 ianuarie 2013   | 20 aprilie 2013    | 308 |
| 58 | 58        | „ Ty reușeste” „Ty It Up”                        | Frank Pace             | Chris Thompson                  | 17 februarie 2013  | 27 aprilie 2013    | 309 |
| 59 | 61        | „O poveste de iubire” „My Fair Librarian It Up”  | Alfonso Ribeiro        | Jennifer Glickman               | 24 februarie 2013  | 13 iulie 2013      | 310 |
| 60 | 59        | „Limpezește tot” „Clean It Up”                   | Joel Zwick             | Darin Henry                     | 10 Martie 2013     | 1 iunie 2013       | 311 |
| 61 | 60        | „Da, vreau ” „I Do It Up”                        | Joel Zwick             | Rob Lotterstein                 | 17 Martie 2013     | 8 iunie 2013       | 312 |
| 62 | 62        | „Inainte si inapoi” „Forward & Back It Up”       | Joel Zwick             | Jennifer Glickman & Darin Henry | 24 Martie 2013     | 10 august 2013     | 313 |
| 63 | 64        | „Sa facem schimb” „Switch It Up”                 | Joel Zwick             | Cat Davis & Eddie Quintana      | 7 aprilie 2013     | 24 august 2013     | 317 |
| 64 | 63        | „Dragoste și luptă” „Love and War It Up”         | Joel Zwick             | Jenny Lee                       | 28 aprilie 2013    | 17 august 2013     | 316 |
| 65 | 65        | „ Geanta buclucașă” „In the Bag It Up”           | Alfonso Ribeiro        | David Tolentino                 | 12 mai 2013        | 7 septembrie 2013  | 314 |
| 66 | 66        | „Fii isteț ” „Brain It Up”                       | Alfonso Ribeiro        | Jenn Lloyd & Kevin Bonani       | 2 iunie 2013       | 14 septembrie 2013 | 315 |
| 67 | 67        | „Contrariile se atrag” „Opposites Attract It Up” | Joel Zwick             | Eileen Conn                     | 23 iunie 2013      | 21 septembrie 2013 | 318 |
| 68 | 68        | „ La medium” „Psych It Up”                       | Rosario J. Roveto, Jr. | Rob Lotterstein                 | 14 iulie 2013      | 28 septembrie 2013 | 319 |
| 69 | 71        | „În viitor” „Future It Up”                       | Joel Zwick             | Eileen Conn                     | 28 iulie 2013      | 8 decembrie 2013   | 320 |
| 70 | 70        | „Oui oui” „Oui Oui It Up”                        | Alfonso Ribeiro        | Jenny Lee                       | 4 august 2013      | 2 noiembrie 2013   | 323 |
| 71 | 69        | „Petrcerea de 16 ani” „My Bitter Sweet 16 It Up” | Joel Zwick             | Rob Lotterstein                 | 25 august 2013     | 2 octombrie 2013   | 325 |
| 72 | -         | „Stress It Up”                                   | Joel Zwick             | Darin Henry                     | 15 septembrie 2013 | -                  | 322 |
| 73 | -         | „Loyal It Up”                                    | Joel Zwick             | Eileen Conn                     | 29 septembrie 2013 | -                  | 324 |
| 74 | -         | „Haunt It Up”                                    | Kimberly McCullough    | Alison Taylor                   | 6 octombrie 2013   | -                  | 321 |
| 75 | -         | „Remember It Up”                                 | Joel Zwick             | Rob Lotterstein                 | 10 noiembrie 2013  | -                  | 326 |